# Нижние Никулясы
Ни́жние Никуля́сы (фин. Ala-Miikkulainen) — упразднённая деревня на территории Куйвозовского сельского поселения Всеволожского района Ленинградской области.

## Географическое расположение
Находилась по обоим берегам реки Авлога (фин. Vuolejoki), в её нижнем течении у места впадения в Ладожское озеро.

## История
В 1600 году в деревне Никулясы была освящена православная церковь святого Николая Чудотворца Никольского монастыря, впоследствии разрушенная в годы шведского владычества.
Лютеранский приход Миккулайнен (фин. Miikkulainen) был основан в 1640 году как капельный прихода Вуоле.
Первое картографическое упоминание деревни — селение Mikyla-Kloster-Redut на карте Ингерманландии по состоянию на 1676 год, но по мнению краеведа Гергарда Вокка деревня была основана новгородцами гораздо раньше.

Старые новгородские деревни здесь сохранились и во время владычества шведов, лишь изменив своё название. Так, например, деревня Вуол-Ярви при шведах называлась Вуола-Хоф, а деревня Никулясы именовалась «Микуля-Клостер-Редут», что означало: редут монастыря Микула. 

На карте Адриана Шонбека от 1705 года деревня меняет название на Нижний Яр, а выше по течению появляется деревня Верхний Яр, названная позднее — Верхние Никулясы.
Как деревня Никулас она упоминается «на карте окружности Санкт-Петербурга» 1810 года.

НИКУЛАС — деревня принадлежит графу Александр Остерману Толстому, жителей по ревизии 325 м. п., 308 ж. п. (1838 год)

В 1844 году деревня Нижний Никулас насчитывала 36 дворов.
На этнографической карте Санкт-Петербургской губернии П. И. Кёппена 1849 года обозначена одна общая деревня «Miikulais», расположенная в ареале расселения эвремейсов. В пояснительном тексте к этнографической карте она названа Miikulais (Никулас) и указано количество её жителей на 1848 год: эвремейсов — 386 м. п., 389 ж. п., всего 772 человека.

НИКУЛЯС — деревня графа Остермана-Толстого, по просёлкам, 115 дворов, 419 душ м. п. (1856 год)

В списках населённых мест 1838 и 1856 годов, деревни Верхние и Нижние Никулясы учитывались совместно.
Число жителей деревни Нижние Никулясы по X-ой ревизии 1857 года: 234 м. п., 234 ж. п..

НИЖНИЕ НИКУЛЯСЫ (ТОЗЕРОВА) — деревня владельческая при Ладожском озере, 83 двора, жителей 244 м. п., 257 ж. п. (1862 год)

В 1869 году временнообязанные крестьяне деревень Верхний и Нижний Никуляс выкупили свои земельные наделы у князей Л. В. и М. В. Голицыных.

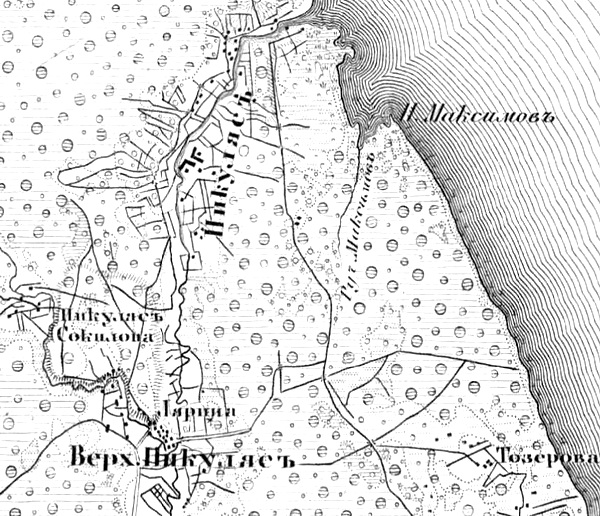
Деревни Верхние и Нижние Никулясы на карте Ф. Ф. Шуберта 1872 года

В 1875 году в деревне было 93 двора.
Согласно подворной переписи 1882 года в деревне проживали 106 семей, число жителей: 313 м. п., 326 ж. п., лютеране: 304 м. п., 311 ж. п., разряд крестьян — собственники, а также пришлого населения 17 семей, в них: 38 м. п., 32 ж. п., лютеране: 23 м. п., 16 ж. п.. По данным Материалов по статистике народного хозяйства, сбором на продажу лесных ягод в деревне занимались 34 семьи.

НИЖНИЕ НИКУЛЯСЫ — деревня бывшая владельческая Матокской волости при реке Влоге, дворов — 97, жителей — 608; три лавки. (1885 год).

В 1895 году в деревне открылась воскресная школа с преподаванием на финском языке. 

НИЖНИЕ НИКУЛЯСЫ — пост 2-го отдела  С.Петербургской бригады Отдельного корпуса пограничной стражи

ВИРО-МЯКИ — посёлок селения Нижние Никулясы, Нижне-Никулясского сельского общества при р. Авлоге, 21 двор, 64 м. п., 82 ж. п., всего 146 чел., земская школа, мелочная лавка в крестьянском доме.

КАРГУМЯКИ — посёлок, составляет часть селения Нижние Никулясы близ р. Авлоги и Ладожского озера, 14 дворов, 37 м. п., 32 ж. п., всего 69 чел.

КЕМПИ-МЯКИ — посёлок деревни Нижние Никулясы, там же помещается казарма Никулясского отряда 2-го отдела.

МАКОРО-МЯКИ — посёлок, часть деревни Нижние Никулясы близ р. Авлоги 14 дворов, 46 м. п., 39 ж. п., всего 85 чел.

МЮМГЮМЯКИ — часть селения Нижние Никулясы при р. Авлоге 36 дворов, 103 м. п., 98 ж. п., всего 201 чел.

ТАРШИНАМЯКИ — посёлок, часть селения Нижние Никулясы при впадении р. Авлоги в Ладожское озеро, 14 дворов, 24 м. п., 34 ж. п., всего 58 чел.

ТОЗЕРОВО — выселок из селения Нижние Никулясы близ Ладожского озера, 7 дворов, 23 м. п., 23 ж. п., всего 46 чел. (1896 год)

В конце XIX — начале XX века деревня административно относилась к Матокской волости 2-го стана Шлиссельбургского уезда Санкт-Петербургской губернии. Население деревни было однородным — финским.
В 1908 году в деревне открылась земская школа с преподаванием на финском языке. Учителем в ней работал выпускник Колпанской семинарии П. Пяяккёнен
Так как в 1919 году кирха в Верхних Никулясах была сожжена, то в деревне Нижние Никулясы в доме местного жителя Ф. Ф. Раннеля было устроено молитвенное помещение, использовавшееся до 1927 года.
Согласно переписи населения СССР 1926 года:

НИКУЛЯСЫ НИЖНИЕ — деревня в Никулясском сельсовете Куйвозовской волости Ленинградского уезда, 137 хозяйств, 548 душ.
 
Из них: русских — 3 хозяйства, 4 души; ингерманландцев — 128 хозяйств, 517 душ (247 м. п. и 270 ж. п.); суоми — 5 хозяйств, 22 души (6 м. п. и 16 ж. п.); латгальцев — 1 хозяйство, 5 душ (4 м. п. и 1 ж. п.). (1926 год)

В том же 1926 году был организован Никуляский финский национальный сельсовет с административным центром в Верхних Никулясах, население которого составляли: финны — 1261 человек, русские — 39 человек, другие нац. меньшинства — нет. В него входили деревни: Верхние и Нижние Никулясы, Салокюля и Тозерово. Сельсовет находился в составе Куйвозовской волости Ленинградского уезда.
В 1930-е годы в Нижних Никулясах был организован колхоз «Rajantuki» («Пограничник»).
По административным данным 1933 года в Никулясский сельсовет Куйвозовского финского национального района входили деревни: Никуляссы, Тозерово и Салокюля, общей численностью населения 1233 человека.
В 1934 году колхозом было построено здание яслей на 35 коек.
В течение мая-июля 1936 года жители деревни были выселены в восточные районы Ленинградской области. Выселение гражданского населения из приграничной местности осуществлялось в Бабаевский, Боровичский, Вытегорский, Кадуйский, Ковжинский, Мошенской, Мяксинский, Пестовский, Петриневский, Пришекснинский, Устюженский, Хвойнинский, Чагодощенский, Череповецкий и Шольский районы. В настоящее время они входят в состав Вологодской и Новгородской областей.
Согласно административным данным на 1 января 1939 года «в деревне населения нет». Национальный сельсовет был ликвидирован весной того же года. По переписи населения 1939 года, такого населённого пункта уже не существует, хотя на картах того времени он ещё обозначается с точностью до дома и насчитывает 123 двора.

Деревня Нижние Никулясы на карте 1939 года

Согласно топографической карте РККА 1939 года деревня насчитывала 123 двора.
Сейчас — урочище Нижние Никулясы.

## Фото

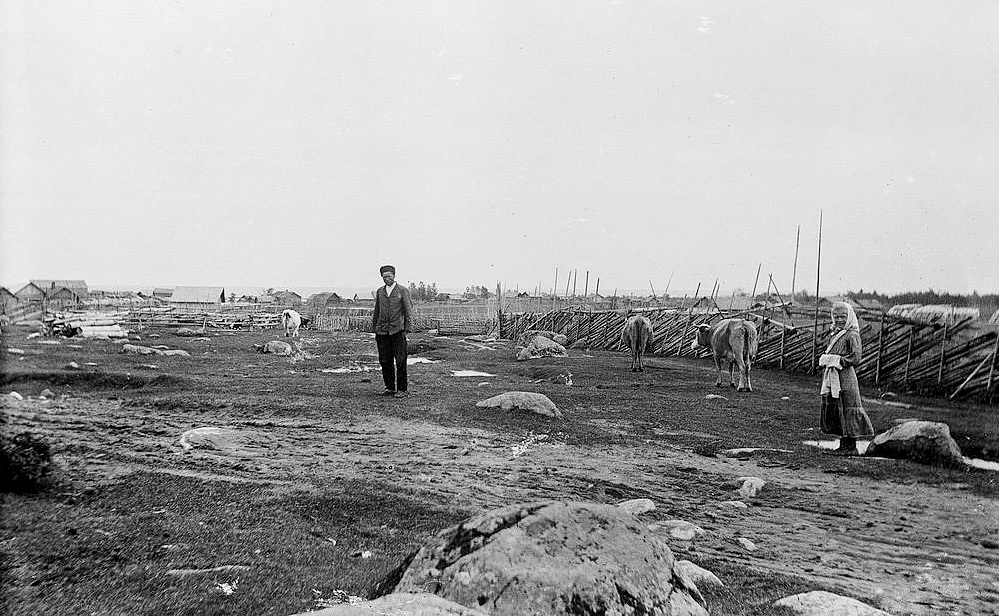
Деревня Нижние Никулясы. 1911 год
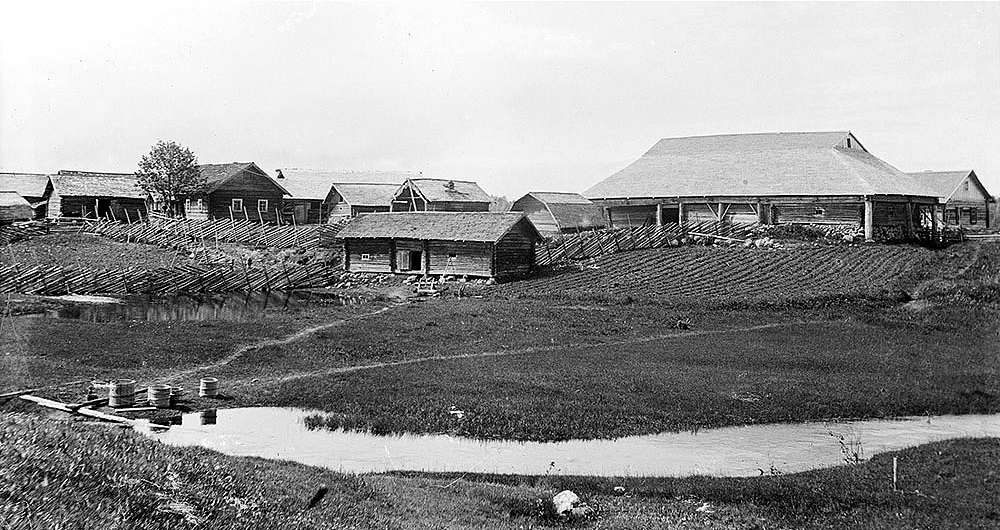
Деревня Нижние Никулясы. 1911 год

## Известные уроженцы
- Антти Макара (1923—2012) — финский писатель[34]